# メディカルライター
メディカルライター (英: Medical writer) は、医療・健康に関連するライティングを請け負う職種である。一部の医療作家は、助成金申請や専門出版物について主任研究者に執筆サポートを提供した経験を有する。

## メディカルライターの仕事内容
メディカルライターは、出版社、製薬企業、学術機関などの依頼により、医療・健康に関連するライティングを請け負う職種である。臨床試験の企画書や報告書、医学論文、メディアでのコラム、医療・健康関連の書籍など多岐にわたる。専門性が高い職種である。

### 臨床試験の企画書・報告書[4]
メディカルライターは、病院や製薬会社から依頼された臨床試験の企画書や、治験結果を元に報告書などを作成する。

### 製薬企業の各種文書[4]
製薬企業は、商品である医薬品に関する様々な文書を発行する。添付文書やインタビューフォーム、製品情報概要などである。メディカルライターは、製薬企業の依頼を受け、医薬品に関する文書のライティングを行う。製薬企業の広告物のライティングもメディカルライターの業務に含まれる。

### 医学論文[4]
治験論文を作成したり、研究機関などから依頼されて、学術論文を執筆したりすることもある。学術論文の翻訳や、論文を要約した記事を執筆することもある。

### 出版社・ウェブメディア[4]
医療・健康に関する書籍を発行する出版社では、ライティングをメディカルライターに依頼することがある。書籍を執筆したりする。ウェブメディアでは、昨今、医療や健康に関する記事は多く発行されている。メディカルライターはこれらの執筆を請け負うことがある。

## メディカルライターになるには
日本においては、メディカルライターの公的資格は存在しない。米国では、米国メディカルライター協会（American Medical Writers Association：AMWA）が指定の講座の受講者にcertificateを発行している。日本においてメディカルライターになるには、出版社やメディア、学術機関、医療系の広告代理店などでメディカルライティングの経験を積む必要があるだろう。専門知識が求められるため、メディカルライターには医療系の資格（医師、薬剤師、看護師など）を持つ者が多い。メディカルライターになる方法は、出版社やメディア、学術機関、医療系の広告代理店などで経験を積む以外に、以下に示す「メディカルライターの団体」に所属する方法もあるだろう。

## メディカルライターの団体・組織
メディカルライターが所属する団体は様々ある。いくつか例を挙げると、前述の米国メディカルライター協会（American Medical Writers Association：AMWA）である。そして、日本においては、日本メディカルライター協会や非営利団体メディカルライターズネットがある。
日本メディカルライター協会（JMCA）は、健康・医療情報伝達における一般市民の啓発とメディカルライターやヘルスコミュニケーターの育成を主な目標として2006年5月に設立された団体である。非営利団体メディカルライターズネット（Medical Writers Net：MWN）は、医療・健康情報を必要とする人に、正しい情報が伝わる」社会の実現を目指して、メディカルライターへの仕事の斡旋と育成・教育を行っている。